# Bubu Atagamu
Bubu Atagamu is een bestuurslaag in het regentschap Flores Timur van de provincie Oost-Nusa Tenggara, Indonesië. Bubu Atagamu telt 895 inwoners (volkstelling 2010).